# Decatur, Arkansas
Decatur là một thành phố thuộc quận Benton, tiểu bang Arkansas, Hoa Kỳ. Năm 2010, dân số của thành phố này là 1699 người.

## Dân số
- Dân số năm 2000: 1314 người.
- Dân số năm 2010: 1699 người.